# Galileo (película de 1969)
Galileo es una película italo-búlgara dirigida en 1969 por Liliana Cavani. Galileo Galilei y la iglesia: es un discurso polémico que Liliana Cavani afronta en este film realizado para la TV (y más tarde para el cine). Se cuenta el drama de cuanto ha sufrido Galileo al oponerse a los dictados de una iglesia conservadora y oscurantista. Cavani acentúa  este contraste y cuenta la historia de Galileo con fuerza expresiva y gran intensidad dramática.

## Sinopsis
Galileo es profesor en Padua y está interesado por la astronomía. Inventa el telescopio y desarrolla nuevas teorías que le enfrentarán a la iglesia. Después del encuentro con Giordano Bruno en 1592 se convence de que es el Sol y no la Tierra el centro del universo: para la Iglesia lo que dice Galileo es una herejía. Galileo, que continúa sus investigaciones en Florencia, es arrestado y procesado. Frente al tribunal de la Inquisición en 1633, firma una solemne abjuración.